# Cholnoky László (író)
Csolnokosi Cholnoky László (Veszprém, 1879. július 11. – Budapest, 1929. április 21.) író.

## Élete és munkássága
A nemesi származású csolnokosi Cholnoky család sarja. Apja csolnokosi Cholnoky László (1835-1901), köz- és váltó-ügyvéd, Veszprém város kiérdemelt tiszti főügyésze, anyja zombathfalvi Zombath Krisztina (1842-1934). Az apai nagyszülei csolnokosi Cholnoky Ferenc (1808-1876), Veszprém város tiszti orvosa és Reviczky Karolina (1809-1882) voltak. Az anyai nagyszülei zombathfalvi Zombath Antal, győri ügyvéd és sághi Sághy Leopoldina voltak. Viktor és Jenő öccse. Apja harminckét éven át Veszprém tiszti felügyelője, így családja biztos anyagi háttérrel rendelkezett. A veszprémi piarista gimnáziumban érettségizett, utána Budapesten beiratkozott a Kereskedelmi Akadémiára, de tanulmányait hamar abbahagyta, rövid  ideig titkár volt a Magyar Királyi Államvasutaknál, majd huszonhét éves korától csak az írásból élt. Eleinte újságíróskodott is, de az 1920-as években már csak szépirodalommal foglalkozott. Írásait a Magyar Géniusz, a Vasárnapi Ujság, a Nyugat és számos napilap közölte.
Sokat éjszakázott, az alkohol rabja, majd hajléktalan lett. Hajnóczy mellett az egyike azon magyar íróknak, akik szinte orvosi precizitással, de szépirodalmi szinten tudták ábrázolni az alkoholfüggőség mindennapi poklát. Magányos volt, nem járt olyan helyekre, ahol írótársaival találkozhatott volna. Írásaiban sokszor előfordul az öngyilkosság, amely szinte előrevetíti sorsát.
Egy nappal halála előtt felkereste Tersánszky Józsi Jenőt:
„A fröccsöket lehajtottuk, Cholnoky valami olyan tekintettel, mint a gyönge visszfény verődik vissza az üvegről, kézfogás után megölelt és megcsókolt. Sohasem tette ezt! Ezzel elrohant.” (Tersánszky Józsi Jenő: Nagy árnyakról bizalmasan.)
Az Újpesti vasúti hídról (vagy egyes források szerint a Margit hídról) a Dunába vetette magát.
Néhány műve franciául és olaszul is megjelent.

## Bibliográfia

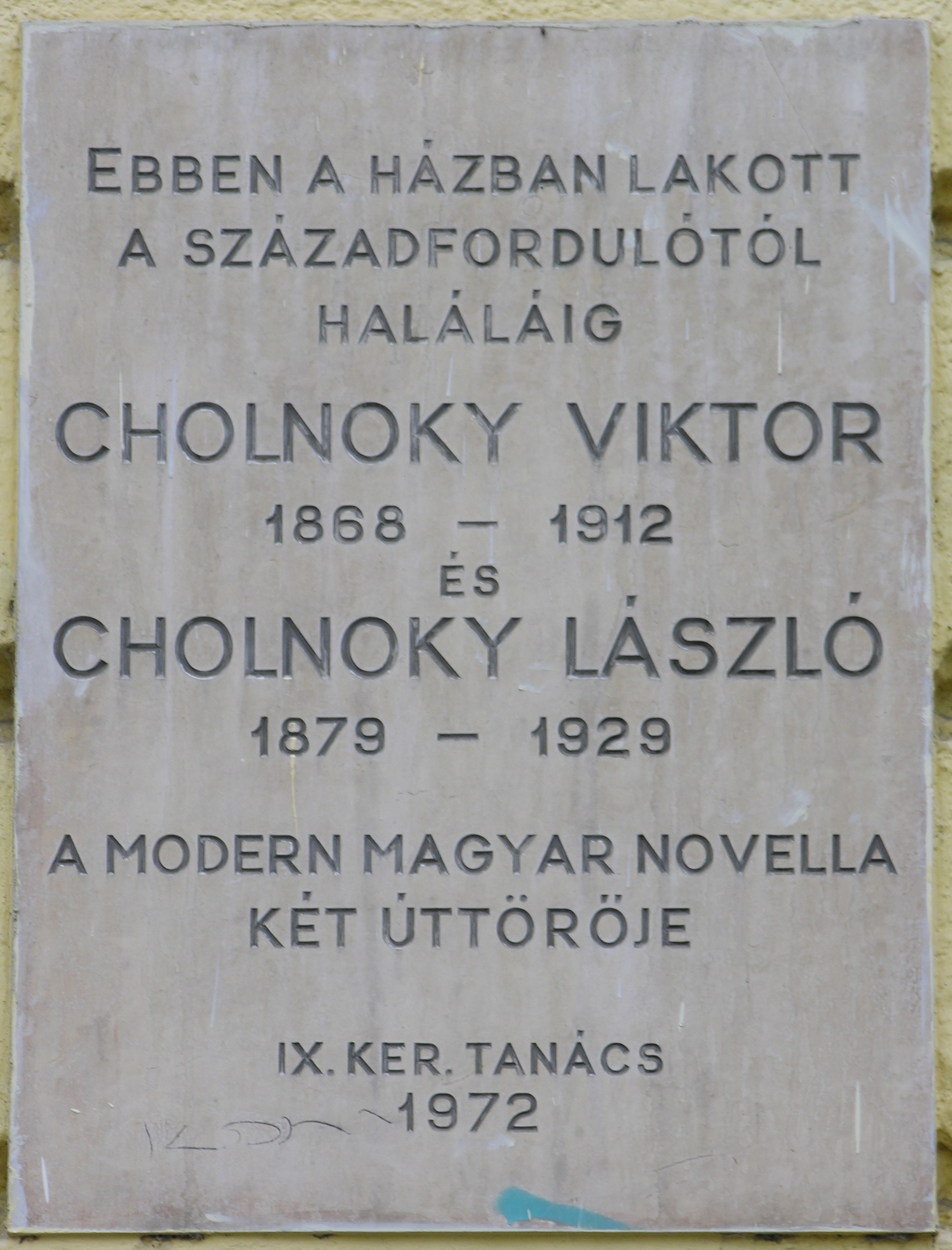
Cholnoky Viktor és Cholnoky László emléktáblája Budapest IX. kerületében

### Életében megjelent kötetei
- Bertalan éjszakája. Novellák; Táltos, Bp., 1918 MEK
- Piroska (regény, 1919) MEK
- Oberon és Titánia. Regény; Érdekes Újság, Bp., 1919 (Legjobb könyvek)
- Mi az igazság? A magyar irodalom és a zsidóság; Garai Ny., Bp., 1920
- Mefisztotelesz vendége; Érdekes Újság, Bp., 1921 (Legjobb könyvek)
- Pillangók. Elbeszélés; bev. Laczkó Géza; Pán, Bp., 1921 (Pán könyvtár)
- A szerelem betegei (regény, 1922)
- Régi ismerős (regény, 1921) MEK
- Ingovány (regény, 1922)
- Régi ismerős; Genius, Bp., 1922 (A regényírás művészei)
- Kísértetek. Regény és elbeszélések; Grill, Bp., 1926 (A toll mesterei) MEK
- Tamás. Egy vergődő lélek története. Regény; Kellner és Kiss Törekvés Ny., Bp., 1929 MEK

### Posztumuszkötetek
- Prikk mennyei útja. Válogatott elbeszélések; összeáll., utószó Galsai Pongrác; Magvető, Bp., 1958MEK
- Piroska; sajtó alá rend., utószó Vargha Kálmán; Szépirodalmi, Bp., 1971 (Magyar elbeszélők)
- Szokatlan vendégség. Novellák; összeáll., utószó Nemeskéri Erika; Noran, Bp., 1998 (Ködlovagok) ISBN 9639048267
- Bertalan éjszakája. Budapest, Osiris Kiadó, 1999 /Millenniumi Könyvtár/ ISBN 9633795826 MEK
- Piroska (hat regény). Budapest, Noran Kiadó, 2000 (a katalógusokban formailag hibás ISBN-nel szerepel) ISBN 963925981X
- Bertalan éjszakája. Budapest, Népszabadság, 1999 /Népszabadság Könyvek/ ISBN 9789639709287
- Búzakalász. Zsidó tárgyú novellák zsidó kulturális térben; összeáll., jegyz., utószó Kőbányai János; Múlt és Jövő, Bp., 2016 (Múlt és Jövő klasszikusok)
- Fekete szárnyak. Kisregények, novellák; vál. Géczi János, utószó Egressy Zoltán; Művészetek Háza., Veszprém, 2022.

## Szakirodalom
- Schöpflin Aladár: Cholnoky László novellái. Nyugat, 1918
- Tóth Árpád: Cholnoky László: Piroska. Nyugat, 1920
- Szini Gyula: Cholnoky László. Nyugat, 1929
- Lovass Gyula: Cholnoky László. In Thurzó Gábor (szerkesztő): Ködlovagok, 1941
- Kárpáti Aurél: Tegnaptól máig. Budapest, Szépirodalmi Könyvkiadó, 1961
- Tersánszky Józsi Jenő: Nagy árnyakról bizalmasan. Budapest, Magvető, 1963
- Vargha Kálmán: Cholnoky László. In Cholnoky László: Piroska. Budapest, Szépirodalmi Könyvkiadó, 1971 /Magyar elbeszélők/
- Bori Imre: Cholnoky László. In Bori Imre: Fridolin és testvérei. Újvidék, Fórum Lap- és Könyvkiadó Vállalat, 1976
- Krúdy Gyula: Jegyzetek Cholnoky Lászlóhoz. In Krúdy Gyula: Irodalmi kalendárium. Budapest, Szépirodalmi Könyvkiadó, 1989
- Nemeskéri Erika: Cholnoky László. Budapest, Akadémiai Kiadó, 1989 ISBN 9630553538
- Cholnoky László, 1879-1929; szerk. Mányoki Endre; Művészetek Háza, Veszprém, 1997
- Domokos Mátyás: Mennyei út – a Pokolból. In Domokos Mátyás: Hajnali józanság. Budapest, Kortárs Kiadó, 1997
- Nemeskéri Erika: Utószó. In Cholnoky László: Szokatlan vendégség. Budapest, Noran Kiadó, 1998